# Puszka aluminiowa

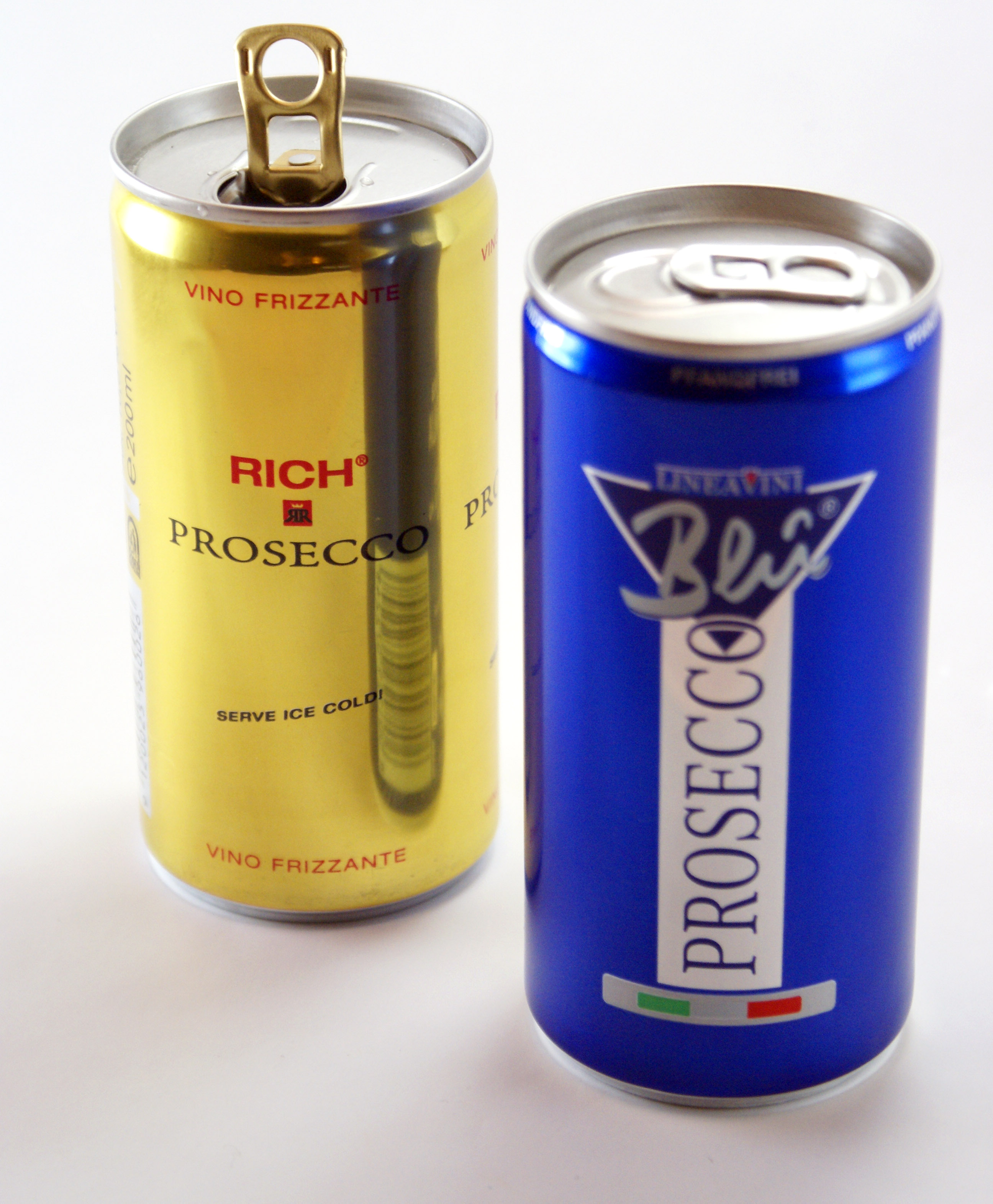
Puszki aluminiowe (otwarta i zamknięta)

Puszka do napojów – rodzaj opakowania, używanego w przemyśle spożywczym, głównie piwowarskim oraz napojów chłodzących do przechowywania napojów.

## Historia
Pomysł wykorzystywania metalowych puszek do przechowywania napojów wywodzi się z USA z czasów prohibicji. Po jej zakończeniu w 1933 r. Gottfried Krueger, piwowar niemieckiego pochodzenia jako pierwszy rozlał testowo swoje piwo do 2000 puszek wyprodukowanych przez firmę American Can Co. Firma ta prowadziła wówczas zaawansowane badania nad nowymi powłokami wewnętrznymi, które nie powodowałyby reakcji chemicznych w zetknięciu z napojem, zachowywały jego smak i były dostosowane do zawartego w piwie i innych napojach dwutlenku węgla. Do tej pory metalowe puszki służyły głównie do przechowywania mięsa i warzyw jako racji żywnościowych dla wojska. Po dokonaniu niewielkich poprawek firma American Can Co. opatentowała linię do rozlewu piwa pod nazwą Keglined i 24 stycznia 1935 r. trafiło do sprzedaży piwo Krueger's Cream Ale oraz Krueger's Fines Beer z browaru Gottfried Krueger Brewing Company w Newark. Piwo to rozlane zostało do puszki o pojemności 0,33 l wyprodukowanej z blachy. Ważyła ona 100 gramów, czyli ok. 4 razy więcej niż nowoczesne puszki z aluminium.
W 1959 roku Ermal Cleon Fraze uzyskał w Urzędzie Patentowym USA patent (nr 3.349.949) na wzór puszki, jaki znamy obecnie: z zawleczką (nazywaną kluczykiem) i nacięciem na wieczku ułatwiającym jej otwieranie. Na rynku cywilnym pierwsze napoje bezalkoholowe w takich puszkach – R.C. Cola i Diet-Rite Cola (obydwa wyprodukowane przez Royal Crown Cola) zaczęto sprzedawać w 1964 roku.

## Polskie puszki piwne

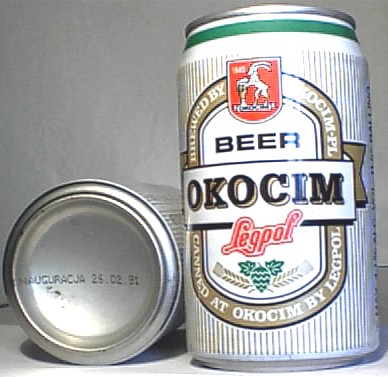
Pierwsza polska puszka piwna

Pierwsze produkowane w Polsce piwo puszkowe pojawiło się na rynku w 1991 roku dzięki firmie Legpol rozlewającej w Okocimiu piwo. Inauguracja produkcji piwa w puszkach 0,33 litra miała miejsce 26.02.1991 roku, co zostało uwiecznione poprzez umieszczenie na denku pierwszej partii puszek napisu „INAUGURACJA 26.02.1991”. Krótko wcześniej piwa z Okocimia były rozlewane do puszek w Austrii. Następnie do sklepów trafiły puszki piwa z rozlewni RIC, która puszkowała piwa browaru w Szczecinie pod własnymi markami. W dalszej kolejności pojawiły się puszkowane piwa: Żywiec, Krakus, Tatra, Warka, Okocim Zagłoba oraz Łódzki Spezial Bier. Wymienione piwa produkowane były początkowo tylko w puszkach 0,33 litra, dopiero po kilku miesiącach trafiły do sklepów puszki o pojemności 0,5 litra.
Same puszki początkowo sprowadzane były na potrzeby polskich linii produkcyjnych z zagranicy. Jednak na wiosnę 1994 roku powstała Fabryka Puszek Napojowych Can-Pack w Brzesku, a kilka miesięcy później w Radomsku została otwarta fabryka Continental Can Poland należąca obecnie do amerykańskiego koncernu Ball Packaging Europe. Od tego czasu przejęły one praktycznie cały polski rynek, a nawet większą część swojej produkcji przeznaczały na eksport.

## Produkcja
Produkcja puszki metodą DWI przebiega w dwóch fazach. W pierwszym etapie z blachy w kręgu o grubości 0,25-0,35 mm tłoczone są tzw. kubki, które po drugiej fazie w prasach poziomych przechodzą przez pierścienie przeciągające o zmniejszającej się średnicy. Pobocznica puszki jest wyciągana, a jednocześnie następuje zmniejszenie grubości ścianki.
Po wyprofilowaniu dna, obcięciu górnej krawędzi pobocznicy i usunięciu środków smarnych w procesie mycia, nakładane są powłoki lakierowe. Najpierw lakierowana i drukowana jest powierzchnia zewnętrzna, a następnie wnętrze puszki metodą natryskową lakierami na bazie wodnej. Rodzaj i gramatura lakieru wewnętrznego zależą od przeznaczenia puszki.
W końcowej fazie w górnej części korpusu puszki formowana jest szyjka, której średnica jest mniejsza od średnicy puszki oraz kołnierz, który służy do mocowania wieczka na tzw. podwójną zakładkę.
Przez 35 lat technologia produkcji puszek metodą DWI była doskonalona. Dzisiaj najnowsze linie osiągają wydajność do 2200 szt./min. Została także zredukowana masa puszek z 18 do 12 g, a średnica szyjki zmniejszyła się z 211 do 202, czyli z 66 do 52 mm.

## Recykling

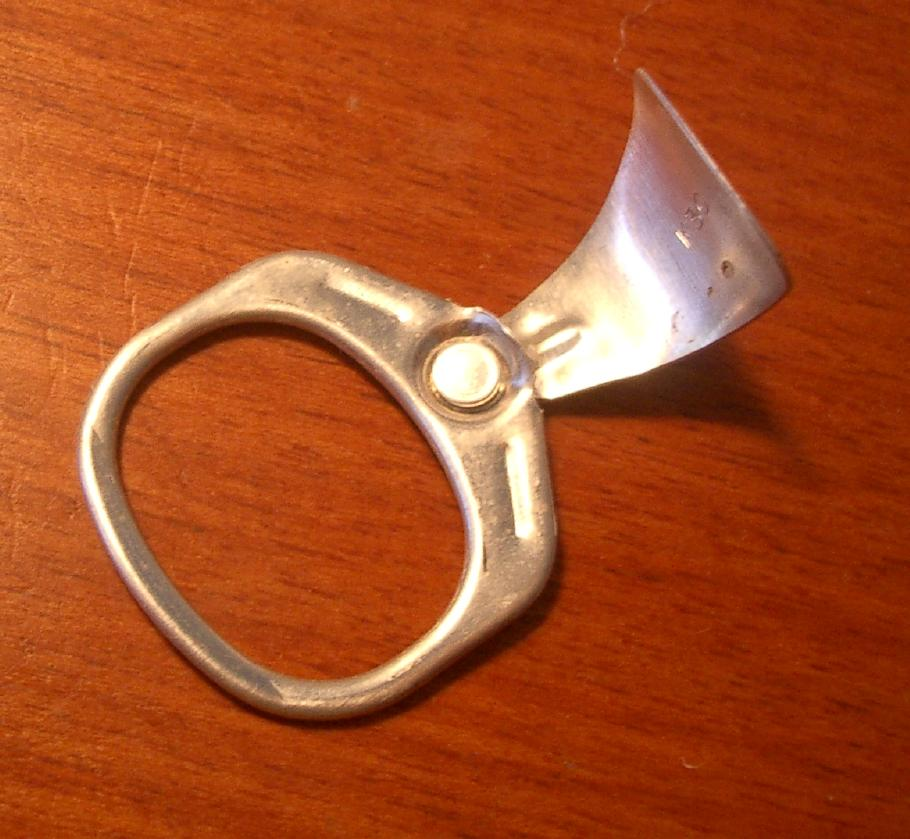
Zawleczka starego typu; po otwarciu puszki nie była już połączona z puszką, co powodowało zaśmiecanie

Puszki do napojów wykonane z aluminium w całości nadają się do recyklingu. Wiele firm zajmujących się obrotem surowcami wtórnymi prowadzi ich skup.
W Polsce odzyskuje się dużo puszek aluminiowych (80,5% w 2019 roku).
Korzyści płynące z recyklingu aluminiowych puszek po napojach:
- Edukacja ekologiczna: puszka, jako opakowanie popularne wśród młodzieży i przede wszystkim łatwe do odzysku, jest świetnym pretekstem do edukacji ekologicznej.
- Zasoby naturalne: użycie 1 tony aluminium z odzysku pozwala oszczędzić 4 tony boksytu i 700 kg ropy naftowej.
- Energia: odzyskując aluminium ze złomu oszczędza się 95% energii potrzebnej na wyprodukowanie aluminium z rudy.
- Ochrona środowiska: recykling aluminium umożliwia obniżenie zanieczyszczenia powietrza o 95% oraz wody o 97% w porównaniu z produkcją aluminium z rudy. Recykling to także zmniejszenie emisji gazów cieplarnianych o 95%. Odzyskując puszki aluminiowe zmniejszamy ilość odpadów w naszym otoczeniu i na wysypiskach.
- Pieniądze: puste puszki można sprzedać w skupie.
- Ekonomia: recykling aluminium zwiększa niezależność surowcową kraju, tworzy dodatkowe miejsca pracy w skupie i przetwórstwie, generuje kolejne dochody.
- Koszty produkcji: produkcja wtórnego aluminium kosztuje o 60% mniej niż produkcja aluminium z boksytów.

Istnieją też identycznego wzoru i pojemności puszki stalowe. Z aluminium jest w nich wykonane jedynie wieczko z zawleczką do otwarcia puszki. Puszki stalowe też nadają się do recyklingu, i to bez względu na fakt, że są wykonane z dwóch różnych metali, których rozdzielenie jest ekonomicznie nieopłacalne. W procesie recyklingu puszek stalowych, aluminium z wieczka spełnia rolę niezbędnego odtleniacza.

## Puszka aluminiowa jako przedmiot kolekcjonerski
Ze względu na charakter puszki, która od początku była nośnikiem informacji handlowej i reklamy, należy ona również do akcesoriów gromadzonych przez kolekcjonerów. Najczęściej kolekcjonowane są puszki po piwie. Pierwszy Polski Klub Zbieraczy Puszek założył Krzysztof Ohla. Klub zrzesza kilkudziesięciu członków, których łączy wspólna pasja zbierania puszek.